# MEIOB
MEIOB (англ. Meiosis specific with OB domains) – білок, який кодується однойменним геном, розташованим у людей на 16-й хромосомі. Довжина поліпептидного ланцюга білка становить 442 амінокислот, а молекулярна маса — 49 313.
| 10         |  | 20         |  | 30         |  | 40         |  | 50         |
| ---------- |  | ---------- |  | ---------- |  | ---------- |  | ---------- |
| MANSFAARIF |  | TTLSDLQTNM |  | ANLKVIGIVI |  | GKTDVKGFPD |  | RKNIGSERYT |
| FSFTIRDSPA |  | HFVNAASWGN |  | EDYIKSLSDS |  | FRVGDCVIIE |  | NPLIQRKEIE |
| REEKFSPATP |  | SNCKLLLSEN |  | HSTVKVCSSY |  | EVDTKLLSLI |  | HLPVKESHDY |
| YSLGDIVANG |  | HSLNGRIINV |  | LAAVKSVGEP |  | KYFTTSDRRK |  | GQRCEVRLYD |
| ETESSFAMTC |  | WDNESILLAQ |  | SWMPRETVIF |  | ASDVRINFDK |  | FRNCMTATVI |
| SKTIITTNPD |  | IPEANILLNF |  | IRENKETNVL |  | DDEIDSYFKE |  | SINLSTIVDV |
| YTVEQLKGKA |  | LKNEGKADPS |  | YGILYAYIST |  | LNIDDETTKV |  | VRNRCSSCGY |
| IVNEASNMCT |  | TCNKNSLDFK |  | SVFLSFHVLI |  | DLTDHTGTLH |  | SCSLTGSVAE |
| ETLGCTFVLS |  | HRARSGLKIS |  | VLSCKLADPT |  | EASRNLSGQK |  | HV         |

A: Аланін

C: Цистеїн

D: Аспарагінова кислота

E: Глутамінова кислота

F: Фенілаланін

G: Гліцин

H: Гістидин

I: Ізолейцин

K: Лізин

L: Лейцин

M: Метіонін

N: Аспарагін

P: Пролін

Q: Глутамін

R: Аргінін

S: Серин

T: Треонін

V: Валін

W: Триптофан

Кодований геном білок за функціями належить до гідролаз, екзонуклеаз, нуклеаз. 
Задіяний у таких біологічних процесах, як мейоз, альтернативний сплайсинг. 
Білок має сайт для зв'язування з ДНК. 
Локалізований у цитоплазмі, ядрі, хромосомах.